# Christian Emil Krag-Juel-Vind-Frijs

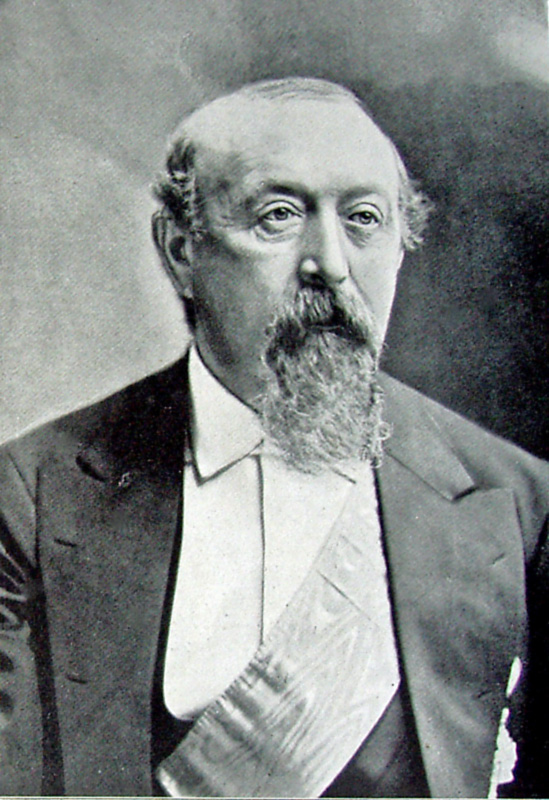
Christian Emil Krag-Juel-Vind-Frijs.

Christian Emil Krag-Juel-Vind-Frijs (Frijsenborg, 8 december 1817 - Horsens, 12 oktober 1896 Schloss Boller, in de buurt van Horsens) was een Deens staatsman.

## Levensloop
Christian Emil Krag-Juel-Vind-Frijs stamde uit een rijk en oud adellijk geslacht. Hij was de zoon van Jens Christian Krag-Juel-Vind-Frijs en diens echtgenote Henriette Frederike Magdalene zu Innhausen und Knyphausen.
In 1858 werd hij benoemd tot lid van de Deense Rijksraad. Gedurende het debat over de nieuwe Deense grondwet na de Tweede Duits-Deense Oorlog in 1864, vormde hij op 6 november 1865 een nieuwe regering en werd hij voorzitter van de ministerraad en minister van Buitenlandse Zaken. Met zijn premierschap startte de jarenlange heerschappij van de conservatieve Højre-partij, die in 1901 ten einde kwam. Al zijn energie ging naar het beëindigen van het grondwettelijk debat en het definitief op orde zetten van de interne constitutionele verhoudingen. Hij bereikte dit doel zonder aarzelen en vaardigde in 1866 een conservatieve grondwet uit. De volgende jaren voerde hij met de hem kenmerkende ijver en volharding verschillende hervormingen door, zoals het droogleggen van de venen en het aanleggen van spoorwegen. 
Na vijf jaar onophoudelijk werk nam hij op 28 mei 1870 ontslag als voorzitter van de ministerraad en trok hij zich terug op zijn landgoederen in Jutland. Af en toe vervulde hij in opdracht van koning Christiaan IX nog een diplomatieke opdracht: zo voerde hij in 1870 onderhandelingen met Frankrijk om een Deense deelname aan de Frans-Duitse Oorlog te voorkomen. In 1880 verliet hij de politiek definitief.
Zijn zoon Mogens Krag-Juel-Vind-Frijs (1849-1923) was een uitmuntend conservatief-liberaal politicus die mee de basis lag aan de totstandkoming van een moderne conservatieve partij.
Hij overleed op 12 oktober 1896 op 78-jarige leeftijd op Schloss Boller in de buurt van Horsens.
- Gemeinsame Normdatei: 120815222
- Virtual International Authority File: 15610187